# Tettigonia vaucheriana
Tettigonia vaucheriana är en insektsart som först beskrevs av Francois Jules Pictet de la Rive 1888.  Tettigonia vaucheriana ingår i släktet Tettigonia och familjen vårtbitare. Inga underarter finns listade i Catalogue of Life.